# Conjugación del latín
En lingüística y gramática, la conjugación tiene dos significados básicos. Un significado es la creación de formas derivadas de un verbo a partir de formas básicas o partes principales.
La palabra "conjugación" procede del latín coniugātiō, calco del griego συζυγία (syzygia), literalmente "unión de yugos (para unir dos caballos)".
Para ver ejemplos de verbos y grupos de verbos para cada clase flexiva, consulte las páginas del apéndice de Wikcionario (en inglés) para la primera conjugación, la segunda conjugación, la tercera conjugación y la cuarta conjugación.

## Número de conjugaciones
Los propios romanos antiguos, empezando por Varrón (siglo I a. C.), dividían originalmente sus verbos en tres conjugaciones (coniugationes verbis accidunt tres: prima, secunda, tertia "hay tres conjugaciones diferentes para los verbos: la primera, la segunda y la tercera" (Donato), siglo IV d. C.), según si la terminación de la 2da persona del singular tenía una a, una e o una i en ella. Sin embargo, otros, como Sacerdote (siglo III d. C.), Dositeo (siglo IV d. C.) y Prisciano (c. 500 d. C.), reconocieron cuatro grupos diferentes.
En la época moderna los gramáticos reconocen generalmente cuatro conjugaciones según la terminación del infinitivo activo: -āre, -ēre, -ere, o -īre, por ejemplo: (1) amō, amāre "amar", (2) videō, vidēre "ver", (3) regō, regere "gobernar, regir" y capiō, capere "capturar", (4) audiō, audīre "oír". Los verbos de 3ra conjugación que terminan en -iō, como capiō, se conocen a veces como de "conjugación mixta", ya que utilizan una mezcla de terminaciones de 3ra y 4ta conjugación.
Además de los verbos regulares, que pertenecen a una u otra de las cuatro conjugaciones regulares, existen también algunos verbos irregulares, que tienen un patrón diferente de terminaciones. El más frecuente es el verbo sum, esse "ser" junto con sus derivados prefijados.
También existen verbos latinos deponentes, que aunque tienen un significado activo, tienen terminaciones idénticas a las pasivas de los verbos ordinarios. Algunos ejemplos en las diferentes conjugaciones son: (1) moror, morārī  "demorar", (2) polliceor, pollicērī  "prometer", (3) sequor, sequī  "seguir" y regredior, regredī  "retroceder", (4) mentior, mentīrī  "mentir (decir una mentira)". Algunos verbos son semideponentes, utilizando formas pasivas sólo para los tiempos perfectos.

## Partes principales
El paradigma completo de un verbo depende de varias partes principales o raíces. El presente de indicativo activo y el infinitivo presente se basan en la raíz del presente.
No es posible deducir las raíces de otros tiempos a partir de la raíz del presente. Esto significa que, aunque la forma activa del infinitivo muestra normalmente la conjugación del verbo, es necesario conocer varias formas diferentes para poder producir toda la gama de formas de un verbo concreto.
En un diccionario, los verbos latinos aparecen con cuatro "partes principales" (o menos para los verbos deponentes y defectivos), que permiten al estudiante deducir las demás formas conjugadas de los verbos. Éstas son
1. la primera persona del singular del presente de indicativo activo
2. el presente infinitivo activo
3. la primera persona del singular del perfecto de indicativo activo
4. el supino o, en algunas gramáticas, el participio perfecto pasivo, que utiliza la misma raíz. Los textos que recogen el participio perfecto pasivo utilizan el futuro participio activo para los verbos intransitivos. Algunos verbos carecen por completo de esta parte principal.

## Conjugaciones regulares

### Primera conjugación
La primera conjugación se caracteriza por la vocal ā y se reconoce por la terminación -āre del presente de infinitivo activo. Los tiempos infectum se conjugan de la siguiente manera:
|        |                                                   | Indicativo                                | Indicativo                                               | Indicativo                                               | Subjuntivo                                   | Subjuntivo                                               |
| ------ | ------------------------------------------------- | ----------------------------------------- | -------------------------------------------------------- | -------------------------------------------------------- | -------------------------------------------- | -------------------------------------------------------- |
|        |                                                   | Presente                                  | Futuro                                                   | Imperfecto                                               | Presente                                     | Imperfecto                                               |
| Activo |                                                   | Amo                                       | Amaré                                                    | Amaba                                                    | Ame                                          | Amara/amase                                              |
| Activo | yo tú él, ella, eso nosotros ustedes ellos, ellas | amō amās amat amāmus amātis amant         | amābō amābis amābit amābimus amābitis amābunt            | amābam amābās amābat amābāmus amābātis amābant           | amem amēs amet amēmus amētis ament           | amārem amārēs amāret amārēmus amārētis amārent           |
| Pasivo |                                                   | Soy amado                                 | Seré amado                                               | Era amado                                                | Sea amado                                    | Fuera/fuese amado                                        |
| Pasivo | yo tú él, ella, eso nosotros ustedes ellos, ellas | amor amāris amātur amāmur amāminī amantur | amābor amāberis/e* amābitur amābimur amābiminī amābuntur | amābar amābāris/e* amābātur amābāmur amābāminī amābantur | amer amēris/e* amētur amēmur amēminī amentur | amārer amārēris/e* amārētur amārēmur amārēminī amārentur |

* La 2da persona del singular pasivo amāberis, amābāris, amēris, amārēris puede ser acortada como amābere, amābāre, amēre, amārēre. -re era la forma regular en el latín primitivo y (excepto en el presente de indicativo) en Cicerón; -ris se prefirió más tarde.
En latín antiguo (Plauto), las terminaciones de la 3ra singular -at y -et se pronunciaban -āt y -ēt con vocal larga.
Otras formas:
- Infinitivo: amāre "amar"
- Infinitivo pasivo: amārī "ser amado" (en latín antiguo era a menudo amārier)[7]
- Imperativo: amā! (pl. amāte!) "¡ama!"
- Imperativo futuro: amātō! (pl. amātōte!) "¡ama! (en tiempo futuro)"
- Imperativo indirecto: amātō! (pl. amantō!) "¡que ame!"
- Imperativo pasivo: amāre! (pl. amāminī!) "¡sé amado!" (usualmente se encuentra solo en verbos deponentes)
- Imperativo de futuro pasivo: amātor! (pl. amātōminī!) "¡sé amado! (en un futuro)"
- Imperativo indirecto pasivo: amātor! (pl. amantor!) "¡que sea amado!"
- Participio presente: amāns (pl. amantēs) "que ama"
- Participio futuro: amātūrus (pl. amātūrī) "que va a amar"
- Gerundivo: amandus (pl. amandī) "necesitando ser amado"
- Gerundio: amandī "amando", amandō "por/para amar", ad amandum "para amar"

Las partes principales suelen ajustarse a uno de los siguientes patrones:
- El perfecto tiene el sufijo -āvī. La mayoría de los verbos de primera conjugación siguen este patrón, que se considera "regular", por ejemplo:
  - amō, amāre, amāvī, amātum, "amar";
  - imperō, imperāre, imperāvī, imperātum, "mandar, ordenar";
  - laudō, laudāre, laudāvī, laudātum, "alabar";
  - negō, negāre, negāvī, negātum, "negar"
  - nūntiō, nūntiāre, nūntiāvī, nūntiātum, "anunciar, comunicar";
  - ōrō, ōrāre, ōrāvī, ōrātum, "rogar, suplicar, hablar en público";
  - parō, parāre, parāvī, parātum, "preparar";
  - portō, portāre, portāvī, portātum, "portar, cargar";
  - pugnō, pugnāre, pugnāvī, pugnātum, "pelear, luchar"
  - putō, putāre, putāvī, putātum, "pensar, creer";
  - rogō, rogāre, rogāvī, rogātum, "rogar, pedir, proponer (una ley)";
  - servō, servāre, servāvī, servātum, "conservar, observar";
  - vocō, vocāre, vocāvī, vocātum, "llamar";

- El perfectum tiene el sufijo -uī, por ejemplo:
  - fricō, fricāre, fricuī, frictum, "frotar";
  - secō, secāre, secuī, sectum, "cortar, dividir";
  - vetō, vetāre, vetuī, vetitum, "prohibir";

- El perfectum tiene el sufijo -ī y el alargamiento vocálico en la raíz, por ejemplo:
  - iuvō, iuvāre, iūvī, iūtum, "ayudar, asistir, fomentar";
  - lavō, lavāre, lāvī, lautum, "lavar, bañar";

- El perfectum se reduplica, por ejemplo:
  - dō, dare, dedī, datum, "dar";
  - stō, stāre, stetī, statum, "estar";

El verbo dō "dar"  es irregular en el sentido de que, excepto en el 2º singular dās y en el imperativo dā, la a es corta, por ejemplo, dabō "yo daré".
La a también es corta en el supino statum y en sus derivados, pero las otras partes de stō "yo estoy de pie" son regulares.
Los verbos deponentes en esta conjugación siguen el siguiente patrón, que es la pasiva del primer tipo anterior:
- arbitror, arbitrārī, arbitrātus sum "arbitrar, considerar, juzgar"
- cōnor, cōnārī, cōnātus sum "emprender"
- cūnctor, cūnctārī, cūnctātus sum "dudar"
- hortor, hortārī, hortātus sum "exhortar"
- mīror, mīrārī, mīrātus sum "admirar"
- moror, morārī, morātus sum "detenerse, tardar"

#### Tiempo perfecto
Los tres tiempos perfectos (perfectum) de la primera conjugación son como en la siguiente tabla:
|        |                                                   | Indicativo                                                         | Indicativo                                                               | Indicativo                                                                | Subjuntivo                                                          | Subjuntivo                                                                      |
| ------ | ------------------------------------------------- | ------------------------------------------------------------------ | ------------------------------------------------------------------------ | ------------------------------------------------------------------------- | ------------------------------------------------------------------- | ------------------------------------------------------------------------------- |
|        |                                                   | Perfecto                                                           | Futuro perfecto                                                          | Pluscuamperfecto                                                          | Perfecto                                                            | Pluscuamperfecto                                                                |
| Activo |                                                   | Amé                                                                | Habré amado                                                              | Había amado                                                               | Haya amado                                                          | Hubiera/hubiese amado                                                           |
| Activo | yo tú él, ella, eso nosotros ustedes ellos, ellas | amāvī amāvistī amāvit amāvimus amāvistis amāvērunt/-ēre*           | amāverō amāverīs/is amāverit amāverīmus/-imus amāverītis/-itis amāverint | amāveram amāverās amāverat amāverāmus amāverātis amāverant                | amāverim amāverīs amāverit amāverīmus amāverītis amāverint          | amā(vi)ssem* amāvissēs amāvisset amāvissēmus amāvissētis amāvissent             |
| Pasivo |                                                   | Fui amado                                                          | Habré sido amado                                                         | Había sido amado                                                          | Haya sido amado                                                     | Hubiera/hubiese sido amado                                                      |
| Pasivo | yo tú él, ella, eso nosotros ustedes ellos, ellas | amātus sum amātus es amātus est amātī sumus amātī estis amātī sunt | amātus erō amātus eris amātus erit amātī erimus amātī eritis amātī erunt | amātus eram amātus erās amātus erat amātī erāmus amātī erātis amātī erant | amātus sim amātus sīs amātus sit amātī sīmus amātī sītis amātī sint | amātus essem amātus essēs amātus esset amātī essēmus amātī essētis amātī essent |

En la poesía (y a veces también en la prosa, como en Livio), la 3ra persona del plural del perfecto de indicativo es a menudo amāvēre en lugar de amāvērunt. Ocasionalmente se encuentra también la forma.
En el latín antiguo, el futuro perfecto de indicativo tenía una i corta en amāveris, amāverimus, amāveritis, pero en la época de Cicerón estas formas se pronunciaban normalmente con una i larga, del mismo modo que en el subjuntivo perfecto. Virgilio tiene una i corta para ambos tiempos; Horacio usa ambas formas para ambos tiempos; Ovidio usa ambas formas para el futuro perfecto, pero una i larga en el perfecto de subjuntivo.
La -v- de los tiempos perfectos activos a veces desaparece, especialmente en el pluscuamperfecto de subjuntivo: amāssem por amāvissem. También se encuentran formas como amārat y amāstī.
Los tiempos pasivos también tienen formas femeninas y neutras, por ejemplo, amāta est "ella fue amada", nūntiātum est "[eso] fue anunciado".
También se encuentran formas hechas con fuī en lugar de sum y forem, en lugar de essem, por ejemplo, amātus fuī, amātus fuerō, amātus forem y así sucesivamente, pero no son comunes en el latín clásico.
Otras formas son las siguientes:
- Infinitivo perfecto activo: amāvisse (amāsse) "haber amado"

- Infinitivo perfecto pasivo: amātus esse (amātum esse) "haber sido amado"

- Participio perfecto pasivo: amātus, -a, -um "amado (por alguien)"

### Segunda conjugación
La segunda conjugación se caracteriza por la vocal ē, y se reconoce por la terminación -eō  de la primera persona del presente de indicativo y la terminación -ēre de la forma infinitiva presente activa:
|        |                                                   | Indicativo                                       | Indicativo                                                    | Indicativo                                                    | Subjuntivo                                              | Subjuntivo                                                    |
| ------ | ------------------------------------------------- | ------------------------------------------------ | ------------------------------------------------------------- | ------------------------------------------------------------- | ------------------------------------------------------- | ------------------------------------------------------------- |
|        |                                                   | Presente                                         | Futuro                                                        | Imperfecto                                                    | Presente                                                | Imperfecto                                                    |
| Activo |                                                   | Veo                                              | Veré                                                          | Veía                                                          | Vea                                                     | Viera/viese                                                   |
| Activo | yo tú él, ella, eso nosotros ustedes ellos, ellas | videō vidēs videt vidēmus vidētis vident         | vidēbō vidēbis vidēbit vidēbimus vidēbitis vidēbunt           | vidēbam vidēbās vidēbat vidēbāmus vidēbātis vidēbant          | videam videās videat videāmus videātis videant          | vidērem vidērēs vidēret vidērēmus vidērētis vidērent          |
| Pasivo |                                                   | Soy visto                                        | Seré visto                                                    | Era visto                                                     | Sea visto                                               | Fuera/fuese visto                                             |
| Pasivo | yo tú él, ella, eso nosotros ustedes ellos, ellas | videor vidēris vidētur vidēmur vidēminī videntur | vidēbor vidēberis/e vidēbitur vidēbimur vidēbiminī vidēbuntur | vidēbar vidēbāris/e vidēbātur vidēbāmur vidēbāminī vidēbantur | videar videāris/e videātur videāmur videāminī videantur | vidērer vidērēris/e vidērētur vidērēmur vidērēminī vidērentur |

La forma pasiva videor también suele significar "me parece".
Otras formas:
- Infinitivo: vidēre "ver"

- Infinitivo pasivo: vidērī "ser visto"

- Imperativo: vidē! (pl. vidēte!) "¡ve!"

- Imperativo futuro: vidētō! (pl. vidētōte!) "¡ve! (en tiempo futuro)"

- Imperativo indirecto: vidēre! (pl. vidēminī!) "¡sé visto!" (usualmente se encuentra solo en verbos deponentes)

- Participio presente: vidēns (pl. videntēs) "que ve"

- Participio futuro: vīsūrus (pl. vīsūrī) "que va a ver"

- Gerundivo: videndus (pl. videndī) "necesitando ser visto"

- Gerundio: videndī "viendo", videndō "por/ para ver", ad videndum "para ver"

Las partes principales suelen seguir uno de los siguientes patrones:
- El perfecto tiene el sufijo -uī. Los verbos que siguen este patrón se consideran "regulares". Por ejemplo:
  - dēbeō, dēbēre, dēbuī, dēbitum "deber, estar obligado a"
  - doceō, docēre, docuī, doctum "enseñar, instruir"
  - iaceō, iacēre, iacuī, iacitum "yacer (en el piso/cama), estar tendido"
  - mereō, merēre, meruī, meritum "merecer"
  - misceō, miscēre, miscuī, mixtum "mezclar"
  - moneō, monēre, monuī, monitum "advertir, aconsejar"
  - noceō, nocēre, nocuī, nocitum "ser nocivo"
  - praebeō, praebēre, praebuī, praebitum "dar, suministrar"
  - teneō, tenēre, tenuī, tentum "tener, guardar una dirección determinada"
  - terreō, terrēre, terruī, territum "espantar"
  - timeō, timēre, timuī, – "temer"
  - valeō, valēre, valuī, (valitum) "valer, tener buena salud, ser fuerte"

- El perfecto tiene el sufijo –ēvī. Por ejemplo:
  - dēleō, dēlēre, dēlēvī, dēlētum "eliminar"
  - fleō, flēre, flēvī, flētum "llorar"

En los verbos con perfecto env -vī, son frecuentes las formas sincopadas (es decir, abreviadas), como dēlēram, dēlēssem, dēlēstī por dēlēveram, dēlēvissem, dēlēvistī.
- El perfecto tiene el sufijo –īvī. Por ejemplo:
  - cieō, ciēre, cīvī, citum "poner en movimiento, alborotar, invocar"

- El perfecto tiene el sufijo -sī (que se combina con una c o g, que preceden a –xī). Por ejemplo:
  - ārdeō, ārdēre, ārsī, ārsum "arder"
  - augeō, augēre, auxī, auctum "aumentar"
  - haereō, haerēre, haesī, haesum "estar pegado, adherirse"
  - iubeō, iubēre, iussī, iussum "mandar, ordenar"
  - maneō, manēre, mānsī, mānsum "quedar, mantener, permanecer"
  - persuādeō, persuādēre, persuāsī, persuāsum "persuadir"
  - rīdeō, rīdēre, rīsī, rīsum "reír"

- El perfecto se reduplica con -ī. Por ejemplo:
  - mordeō, mordēre, momordī, morsum "morder"
  - spondeō, spondēre, spopondī, spōnsum "jurar, prometer"

- El perfecto tiene el sufijo -ī y alargamiento vocálico en la raíz. Por ejemplo:
  - caveō, cavēre, cāvī, cautum "guardarse, tomar precaución, tener cuidado"
  - faveō, favēre, fāvī, fautum "favorecer"
  - foveō, fovēre, fōvī, fōtum "acariciar, apreciar"
  - sedeō, sedēre, sēdī, sessum "estar sentado"
  - videō, vidēre, vīdī, vīsum "ver"

- El perfecto tiene el sufijo -ī. Por ejemplo:
  - respondeō, respondēre, respondī, respōnsum "responder"
  - strīdeō, strīdēre, strīdī, – "sisear, crujir" (también strīdō en 3ra conj.)

Los verbos deponentes en esta conjugación son pocos. En su mayoría van como la pasiva de terreō, sin embargo, fateor y confiteor tienen un participio perfecto con ss:
- fateor, fatērī, fassus sum "confesar"
- mereor, merērī, meritus sum "merecer"
- polliceor, pollicērī, pollicitus sum "prometer"

Los siguientes son semideponentes, es decir, son deponentes sólo en los tres tiempos perfectos:
- audeō, audēre, ausus sum "osar, atreverse"
- gaudeō, gaudēre, gāvīsus sum "gozar"
- soleō, solēre, solitus sum "soler, acostumbrar, tener costumbre"

### Tercera conjugación
La tercera conjugación tiene una vocal corta variable en la raíz, que puede ser e, i, o u, en diferentes contextos. Los verbos de esta conjugación terminan en -ere en el infinitivo presente activo. Los verbos deponentes tienen el infinitivo -ī.
|        |                                                   | Indicativo                                      | Indicativo                                         | Indicativo                                                     | Subjuntivo                                         | Subjuntivo                                                     |
| ------ | ------------------------------------------------- | ----------------------------------------------- | -------------------------------------------------- | -------------------------------------------------------------- | -------------------------------------------------- | -------------------------------------------------------------- |
|        |                                                   | Presente                                        | Futuro                                             | Imperfecto                                                     | Presente                                           | Imperfecto                                                     |
| Activo |                                                   | Dirijo                                          | Dirigiré                                           | Dirigía                                                        | Dirija                                             | Dirigiera/dirigiese                                            |
| Activo | yo tú él, ella, eso nosotros ustedes ellos, ellas | dūcō dūcis dūcit dūcimus dūcitis dūcunt         | dūcam dūcēs dūcet dūcēmus dūcētis dūcent           | dūcēbam dūcēbās dūcēbat dūcēbāmus dūcēbātis dūcēbant           | dūcam dūcās dūcat dūcāmus dūcātis dūcant           | dūcerem dūcerēs dūceret dūcerēmus dūcerētis dūcerent           |
| Pasivo |                                                   | Soy dirigido                                    | Seré dirigido                                      | Era dirigido                                                   | Sea dirigido                                       | Fuera/fuese dirigido                                           |
| Pasivo | yo tú él, ella, eso nosotros ustedes ellos, ellas | dūcor dūceris dūcitur dūcimur dūciminī dūcuntur | dūcar dūcēris/re dūcētur dūcēmur dūcēminī dūcentur | dūcēbar dūcēbāris/re dūcēbātur dūcēbāmur dūcēbāminī dūcēbantur | dūcar dūcāris/re dūcātur dūcāmur dūcāminī dūcantur | dūcerer dūcerēris/re dūcerētur dūcerēmur dūcerēminī dūcerentur |

El tiempo futuro en la 3ra y 4ª conjugación (-am, -ēs, -et etc.) difiere del de la 1ra y 2da conjugación (-bō, -bis, -bit etc.).
Otras formas:
- Infinitivo: dūcere "conducir"
- Infinitivo pasivo: dūcī "ser conducido" (la 3ra conjugación no lleva r)
- Imperativo: dūc! (pl. dūcite!) "¡conduce!"
- Imperativo futuro: dūcitō! (pl. dūcitōte!) "¡conduce! (en tiempo futuro)"
- Imperativo pasivo: dūcere! (pl. dūciminī!) "¡sé conducido!" (usualmente solo se encuentra en verbos deponentes)
- Participio presente: dūcēns (pl. dūcentēs) "que conduce"
- Participio futuro: ductūrus (pl. ductūrī) "que va a conducir"
- Gerundivo: dūcendus (pl. dūcendī) "que necesita ser conducido"
- Gerundio: dūcendī "conduciendo", dūcendō "por/para conducir", ad dūcendum "para conducir"

Cuatro verbos de la 3ra conjugación no suelen tener terminación en imperativo singular: dūc! "¡conducir!", dīc! "¡decir!", fer! "¡traer!", fac! "¡hacer!".
Otros, como curre "¡corre!", tiene la terminación -e.
No existe una regla regular para construir la raíz en perfectum de los verbos de tercera conjugación, pero se utilizan los siguientes patrones:
- El perfecto tiene el sufijo -sī (-xī cuando c, g, o h viene al final de la raíz). Por ejemplo:
  - carpō, carpere, carpsī, carptum "arrancar, coger, seleccionar"
  - cēdō, cēdere, cessī, cessum "ceder, irse, partir"
  - claudō, claudere, clausī, clausum "cerrar"
  - contemnō, contemnere, contempsī, contemptum "despreciar, desdeñar"
  - dīcō, dīcere, dīxī, dictum "decir"
  - dīvidō, dīvidere, dīvīsī, dīvīsum "dividir, separar"
  - dūcō, dūcere, dūxī, ductum "conducir, dirigir"
  - flectō, flectere, flexī, flexum "doblar, torcer"
  - gerō, gerere, gessī, gestum "conducir, llevar"
  - mittō, mittere, mīsī, missum "enviar, echar"
  - regō, regere, rēxī, rēctum "reinar, gobernar"
  - scrībō, scrībere, scrīpsī, scrīptum "escribir"
  - tegō, tegere, tēxī, tēctum "cubrir, ocultar"
  - trahō, trahere, trāxī, trāctum "llevar arrastrando, tirar de"
  - vīvō, vīvere, vīxī, victum "vivir"

- El perfecto se reduplica con el sufijo –ī. Por ejemplo:
  - cadō, cadere, cecidī, cāsum "caer"
  - caedō, caedere, cecīdī, caesum "golpear, derribar"
  - currō, currere, cucurrī, cursum "correr"
  - discō, discere, didicī, – "aprender"
  - fallō, fallere, fefellī, falsum "engañar"
  - pēdō, pēdere, pepēdī, pēditum "peer"
  - pellō, pellere, pepulī, pulsum "golpear, ahuyentar"
  - pōscō, pōscere, popōscī, – "pedir, exigir"
  - tangō, tangere, tetigī, tāctum "tocar"
  - tendō, tendere, tetendī, tentum/tēnsum "tender, encaminarse"

Aunque dō, dare, dedī, datum "dar" es de 1ra conjugación, sus compuestos son de 3ra conjugación y tienen reduplicación interna:
- condō, condere, condidī, conditum "edificar, fundar; crear, formar"
- crēdō, crēdere, crēdidī, crēditum "confiar, creer"
- dēdō, dēdere, dēdidī, dēditum "conceder, entregar"
- perdō, perdere, perdidī, perditum "perder, destruir"
- reddō, reddere, reddidī, redditum "devolver"
- trādō, trādere, trādidī, trāditum "entregar, confiar, transmitir"

De igual manera, los compuestos de sistō tienen reduplicación interna. A pesar de que sistō es transitivo, sus compuestos son intransitivos:
- sistō, sistere, (stitī), statum "detener, hacer parar"
- cōnsistō, cōnsistere, cōnstitī, cōnstitum "colocarse, pararse, hacer alto"
- dēsistō, dēsistere, dēstitī, dēstitum "desistir, dejar de"
- resistō, resistere, restitī, restitum "pararse, resistir"

- El perfecto tiene el sufijo -vī. Por ejemplo:
  - linō, linere, lēvī (līvī), litum "untar, embadurnar" (también la 4ª conj. liniō, linīre, līvī, lītum)
  - petō, petere, petīvī, petītum "pedir, acometer, buscar"
  - quaerō, quaerere, quaesīvī, quaesītum "buscar, pedir, suplicar"
  - serō, serere, sēvī, satum "sembrar, plantar"
  - sternō, sternere, strāvī, strātum "extender, profligar"
  - terō, terere, trīvī, trītum "trillar, consumir"

- El perfecto tiene el sufijo -ī y alargamiento de vocal en la raíz. Si la raíz tiene un infijo n, como en fundō, relinquō y vincō, el infijo desaparece en el perfecto. En algunos casos, se cree que la vocal larga en el perfecto proviene de una forma reduplicada anterior, por ejemplo, *e-agī > ēgī, *e-emī > ēmī.[16] Por ejemplo:
  - agō, agere, ēgī, āctum "obrar, hacer"
  - cōgō, cōgere, coēgī, coāctum "compeler, obligar"
  - emō, emere, ēmī, ēmptum "comprar"
  - fundō, fundere, fūdī, fūsum "derramar, regar"
  - legō, legere, lēgī, lēctum "legar"
  - relinquō, relinquere, relīquī, relictum "abandonar, dejar"
  - rumpō, rumpere, rūpī, ruptum "explotar, romper"
  - vincō, vincere, vīcī, victum "vencer"

- El perfecto tiene solo el sufijo -ī. Por ejemplo:
  - ascendō, ascendere, ascendī, ascēnsum "ascender, subir"
  - cōnstituō, cōnstituere, cōnstituī, cōnstitūtum "constituir, establecer"
  - dēfendō, dēfendere, dēfendī, dēfēnsum "defender"
  - expellō, expellere, expulī, expulsum "echar, expulsar"
  - īcō, īcere, īcī, ictum "asestar un golpe"
  - metuō, metuere, metuī, metūtum "temer"
  - occīdō, occīdere, occīdī, occīsum "caer, desaparecer, desvanecerse"
  - ostendō, ostendere, ostendī, ostentum (ostensum) "manifestar"
  - tollō, tollere, sustulī, sublātum "tomar, levantar"
  - vertō, vertere, vertī, versum "volver"
  - vīsō, vīsere, vīsī, vīsum "visitar"

- El perfecto tiene el sufijo –uī. Por ejemplo:
  - colō, colere, coluī, cultum "cultivar"
  - cōnsulō, consulere, cōnsuluī, cōnsultum "consultar"
  - gignō, gignere, genuī, genitum "engendrar"
  - molō, molere, moluī, molitum "moler"
  - pōnō, pōnere, posuī, positum "poner, deponer"
  - texō, texere, texuī, textum "tejer"
  - vomō, vomere, vomuī, vomitum "vomitar"

- La forma de presente indicativo de la primera persona del singular tiene el sufijo –scō. Por ejemplo:
  - adolēscō, adolēscere, adolēvī, adultum "crecer, madurar"
  - nōscō, nōscere, nōvī, nōtum "conocer"
  - pāscō, pāscere, pāvī, pāstum "apacentar"
  - quiēscō, quiēscere, quiēvī, quiētum "descansar, permanecer, estar tranquilo"

Los verbos deponentes en la 3ra conjugación incluyen los siguientes:
- complector, complectī, complexus sum "abrazar, abarcar, estrechar"
- fruor, fruī, frūctus sum "gozar, aprovechar, disfrutar" (también se suele encontrar la conjugación fruitus)
- fungor, fungī, fūnctus sum "cumplir"
- lābor, lābī, lāpsus sum "caer, deslizarse, pasar"
- loquor, loquī, locūtus sum "hablar"
- nītor, nītī, nīxus sum "apoyarse, esforzarse, insistir" (también se suele encontrar la conjugación nīsus)
- queror, querī, questus sum "quejarse"
- sequor, sequī, secūtus sum "seguir"
- ūtor, ūtī, ūsus sum "usar, emplear, tener trato con"
- vehor, vehī, vectus sum "llevar, conducir"

También hay varios deponentes de la 3ra conjugación con el sufijo -scor:
- adipīscor, adipīscī, adeptus sum "adquirir, alcanzar"
- īrāscor, īrāscī, īrātus sum "airarse, irritarse"
- nancīscor, nancīscī, nactus sum "obtener, alcanzar"
- nāscor, nāscī, nātus sum "nacer"
- oblīvīscor, oblīvīscī, oblītus sum "olvidarse"
- proficīscor, proficīscī, profectus sum "partir"
- ulcīscor, ulcīscī, ultus sum "vengar"

En algunos tiempos, el deponente es el siguiente:
- fīdō, fīdere, fīsus sum "fiar"

Solo en tiempo perfectum, el deponente es el siguiente:
- revertor, revertī, revertī "regresar"

#### Verbos de la tercera conjugación -iō
Entre la tercera y la cuarta conjugación se encuentran los verbos de tercera conjugación con el sufijo –iō.  Estos se parecen a la cuarta conjugación en algunas formas.
|        |                                                   | Indicativo                                        | Indicativo                                               | Indicativo                                                           | Subjuntivo                                               | Subjuntivo                                                     |
| ------ | ------------------------------------------------- | ------------------------------------------------- | -------------------------------------------------------- | -------------------------------------------------------------------- | -------------------------------------------------------- | -------------------------------------------------------------- |
|        |                                                   | Presente                                          | Futuro                                                   | Imperfecto                                                           | Presente                                                 | Imperfecto                                                     |
| Activo |                                                   | Capturo                                           | Capturaré                                                | Capturaba                                                            | Capture                                                  | Capturara/capturase                                            |
| Activo | yo tú él, ella, eso nosotros ustedes ellos, ellas | capiō capis capit capimus capitis capiunt         | capiam capiēs capiet capiēmus capiētis capient           | capiēbam capiēbās capiēbat capiēbāmus capiēbātis capiēbant           | capiam capiās capiat capiāmus capiātis capiant           | caperem caperēs caperet caperēmus caperētis caperent           |
| Pasivo |                                                   | Soy capturado                                     | Seré capturado                                           | Era capturado                                                        | Sea capturado                                            | Fuera/fuese capturado                                          |
| Pasivo | yo tú él, ella, eso nosotros ustedes ellos, ellas | capior caperis capitur capimur capiminī capiuntur | capiar capiēris/re capiētur capiēmur capiēminī capientur | capiēbar capiēbāris/re capiēbātur capiēbāmur capiēbāminī capiēbantur | capiar capiāris/re capiātur capiāmur capiāminī capiantur | caperer caperēris/re caperētur caperēmur caperēminī caperentur |

Otras formas:
- Infinitivo: capere "capturar"
- Infinitivo pasivo: capī "ser capturado" (la 3ra conjugación no tiene r)
- Imperativo: cape! (pl. capite!) "¡captura!"
- Imperativo futuro: capitō! (pl. capitōte!) "¡captura! (en tiempo futuro)"
- Imperativo pasivo: capere! (pl. capiminī!) "¡sé capturado!" (usualmente se encuentra solo en verbos deponentes)
- Imperativo de futuro pasivo: capitor! (pl. capitōminī!) "¡sé capturado! (en tiempo futuro)" (usualmente se encuentra solo en verbos deponentes)
- Participio presente: capiēns (pl. capientēs) "que capture"
- Participio futuro: captūrus (pl. captūrī) "que va a capturar"
- Gerundivo: capiendus (pl. capiendī) "necesitando ser capturado" (también se encuentra a veces capiundus)
- Gerundio: capiendī "capturando", capiendō "por/para capturar", ad capiendum "para capturar"

Algunos ejemplos son:
- accipiō, accipere, accēpī, acceptum "recibir, aceptar"
- capiō, capere, cēpī, captum "coger, tomar"
- cōnspiciō, cōnspicere, cōnspexī, cōnspectum "distinguir, divisar, ver"
- cupiō, cupere, cupīvī, cupītum "desear"
- faciō, facere, fēcī, factum "hacer"
- fugiō, fugere, fūgī, fugitum "huir"
- iaciō, iacere, iēcī, iactum "echar, arrojar"
- interficiō, interficere, interfēcī, interfectum "matar"
- rapiō, rapere, rapuī, raptum "arrebatar, agarrar"
- respiciō, respicere, respexī, respectum "mirar atrás"

En este grupo, los verbos deponentes incluyen los siguientes:
- aggredior, aggredī, aggressus sum "acometer, emprender"
- ēgredior, ēgredī, ēgressus sum "salir"
- morior, morī, mortuus sum "morir"
- patior, patī, passus sum "padecer, sufrir"
- prōgredior, prōgredī, prōgressus sum "avanzar, caminar adelante, progresar"
- regredior, regredī, regressus sum "regresar"

### Cuarta conjugación
La cuarta conjugación se caracteriza por la vocal ī y se reconoce por la terminación -īre del infinitivo presente activo. Los verbos deponentes tienen el infinitivo -īrī:
|        |                                                   | Indicativo                                        | Indicativo                                               | Indicativo                                                           | Subjuntivo                                               | Subjuntivo                                                     |
| ------ | ------------------------------------------------- | ------------------------------------------------- | -------------------------------------------------------- | -------------------------------------------------------------------- | -------------------------------------------------------- | -------------------------------------------------------------- |
|        |                                                   | Presente                                          | Futuro                                                   | Imperfecto                                                           | Presente                                                 | Imperfecto                                                     |
| Activo |                                                   | Escucho                                           | Escucharé                                                | Escuchaba                                                            | Escuche                                                  | Escuchara/escuchase                                            |
| Activo | yo tú él, ella, eso nosotros ustedes ellos, ellas | audiō audīs audit audīmus audītis audiunt         | audiam audiēs audiet audiēmus audiētis audient           | audiēbam audiēbās audiēbat audiēbāmus audiēbātis audiēbant           | audiam audiās audiat audiāmus audiātis audiant           | audīrem audīrēs audīret audīrēmus audīrētis audīrent           |
| Pasivo |                                                   | Soy escuchado                                     | Seré escuchado                                           | Era escuchado                                                        | Sea escuchado                                            | Fuera/fuese escuchado                                          |
| Pasivo | yo tú él, ella, eso nosotros ustedes ellos, ellas | audior audīris audītur audīmur audīminī audiuntur | audiar audiēris/re audiētur audiēmur audiēminī audientur | audiēbar audiēbāris/re audiēbātur audiēbāmur audiēbāminī audiēbantur | audiar audiāris/re audiātur audiāmur audiāminī audiantur | audīrer audīrēris/re audīrētur audīrēmur audīrēminī audīrentur |

Otras formas:
- Infinitivo: audīre "escuchar"
- Infinitivo pasivo: audīrī "ser escuchado"
- Imperativo: audī! (pl. audīte!) "¡escucha!"
- Imperativo futuro: audītō! (pl. audītōte!) "¡escucha! (en tiempo futuro)"
- Imperativo pasivo: audīre! (pl. audīminī!) "¡sé escuchado!" (usualmente se encuentra solo en verbos deponentes)
- Participio presente: audiēns (pl. audientēs) "que escucha"
- Participio futuro: audītūrus (pl. audītūrī) "que va a escuchar"
- Gerundivo: audiendus (pl. audiendī) "necesitando ser escuchado"
- Gerundio: audiendī "escuchando", audiendō "por/para escuchar", ad audiendum "para escuchar"

Las partes principales de los verbos de la cuarta conjugación suelen seguir los siguientes patrones:
- El perfecto tiene el sufijo -vī.  Los verbos que siguen este patrón se consideran «regulares». Por ejemplo:
  - audiō, audīre, audīvī, audītum "oír, escuchar"
  - custōdiō, custōdīre, custōdīvī, custodītum "custodiar, guardar"
  - dormiō, dormīre, dormīvī (dormiī), dormītum "dormir"
  - impediō, impedīre, impedīvī, impedītum "impedir"
  - mūniō, mūnīre, mūnīvī, mūnītum "fortificar"
  - pūniō, pūnīre, pūnīvī, pūnītum "castigar"
  - sciō, scīre, scīvī, scītum "saber"

- El perfecto tiene el sufijo -uī. Por ejemplo:
  - aperiō, aperīre, aperuī, apertum "abrir, descubrir"

- El perfecto tiene el sufijo -sī (-xī cuando c se encuentra al final de la raíz). Por ejemplo:
  - saepiō, saepīre, saepsī, saeptum "encerrar, dividir"
  - sanciō, sancīre, sānxī, sānctum "sancionar, ratificar"
  - sentiō, sentīre, sēnsī, sēnsum "sentir, percibir"
  - vinciō, vincīre, vīnxī, vīnctum "ligar, atar"

- El perfecto tiene el sufijo -ī y reduplicación. Por ejemplo:
  - reperiō, reperīre, repperī, repertum "hallar, descubrir"

- El perfecto tiene el sufijo -ī y alargamiento vocálico en la raíz. Por ejemplo:
  - veniō, venīre, vēnī, ventum "venir"
  - inveniō, invenīre, invēnī, inventum "inventar"

Los verbos deponentes en la 4ta conjugación incluyen a los siguientes:
- assentior, assentīrī, assēnsus sum "convenir, asentir"
- experior, experīrī, expertus sum "experimentar"
- largior, largīrī, largītus sum "otorgar, repartir, conferir"
- mentior, mentīrī, mentītus sum "mentir"
- mētior, mētīrī, mēnsus sum "medir"
- mōlior, mōlīrī, mōlītus sum "construir, trabajar con esfuerzo en"
- potior, potīrī, potītus sum "apoderarse"
- sortior, sortīrī, sortītus sum "sortear"

El verbo orior, orīrī, ortus sum "nacer, originarse" también es considerada como parte de la 4ta conjugación, aunque algunas conjugaciones, tales como el presente singular de oritur y el imperfecto de subjuntivo orerer, tienen una vocal corta como la 3ra conjugación. Sin embargo, su compuesto adorior "levantarse, atacar" es enteramente de 4ta conjugación.
En los tiempos perfectos, las formas abreviadas sin -v- son comunes, por ejemplo, audīstī, audiērunt, audierat, audīsset por audīvistī, audīvērunt, audīverat, audīvisset. Sin embargo, Cicerón prefiere las formas completas audīvī, audīvit antes que audiī, audiit.

## Verbos irregulares

### Sumypossum
El verbo sum, esse, fuī "ser" es el verbo más común en el latín. Este verbo se conjuga tal como se muestra a continuación:
|        |                                                   | Indicativo                                    | Indicativo                                          | Indicativo                                           | Subjuntivo                                     | Subjuntivo                                     |
| ------ | ------------------------------------------------- | --------------------------------------------- | --------------------------------------------------- | ---------------------------------------------------- | ---------------------------------------------- | ---------------------------------------------- |
|        |                                                   | Presente                                      | Futuro                                              | Imperfecto                                           | Presente                                       | Imperfecto                                     |
| Activo |                                                   | Soy                                           | Seré                                                | Era                                                  | Sea                                            | Fuera/fuese                                    |
| Activo | yo tú él, ella, eso nosotros ustedes ellos, ellas | sum es est sumus estis sunt                   | erō eris erit erimus eritis erunt                   | eram erās erat erāmus erātis erant                   | sim sīs sit sīmus sītis sint                   | essem essēs esset essēmus essētis essent       |
| Activo |                                                   | Puedo                                         | Podré                                               | Podía                                                | Pueda                                          | Pudiera/pudiese                                |
| Activo | yo tú él, ella, eso nosotros ustedes ellos, ellas | possum potes potest possumus potestis possunt | poterō poteris poterit poterimus poteritis poterunt | poteram poterās poterat poterāmus poterātis poterant | possim possīs possit possīmus possītis possint | possem possēs posset possēmus possētis possent |

En latín antiguo (e.g. Plauto), siem, siēs, siēt pueden encontrarse para el presente subjuntivo sim, sīs, sit. En la poesía, a veces también aparece el subjuntivo fuam, fuās, fuat.
Un imperfecto de subjuntivo alternativo se hace a veces usando forem, forēs, foret etc. 
Otras formas:
- Infinitivo: esse "ser", posse "poder"
- Infinitivo perfecto: fuisse "fui", potuisse "pude"
- Infinitivo futuro: fore "seré" (también como futūrus esse)
- Imperativo: es! (pl. este!) "¡sé!"
- Imperativo futuro: estō! (pl. estōte!) "¡sé! (en un tiempo futuro)"
- Participio futuro: futūrus (pl. futūrī) "seré" (Possum no tiene participio futuro o infinitivo futuro)

El participio presente sólo se encuentra en los compuestos absēns "ausente" y praesēns "presente".
En Plauto y Lucrecio, a veces se encuentra un infinitivo potesse para posse "poder".
Las partes principales de estos verbos son las siguientes:
- sum, esse, fuī "ser"
- absum, abesse, āfuī "estar lejos"
- adsum, adesse, adfuī "estar presente"
- dēsum, dēesse, dēfuī "estar esperando"
- possum, posse, potuī "poder"
- prōsum, prōdesse, prōfuī "ser para (usar), sacar provecho" (se añade una d antes de la vocal)

Los tiempos perfectos se conjugan de forma regular.

### Volō,nōlō, ymālō
El verbo volō y sus derivados nōlō y mālō (diminutivo de magis volō) se asemejan a un verbo de 3ª conjugación, pero el presente de subjuntivo terminado en -im es diferente:
|        |                                                   | Indicativo                                      | Indicativo                               | Indicativo                                           | Subjuntivo                               | Subjuntivo                                     |
| ------ | ------------------------------------------------- | ----------------------------------------------- | ---------------------------------------- | ---------------------------------------------------- | ---------------------------------------- | ---------------------------------------------- |
|        |                                                   | Presente                                        | Futuro                                   | Imperfecto                                           | Presente                                 | Imperfecto                                     |
| Activo |                                                   | Quiero                                          | Querré                                   | Quería                                               | Quiera                                   | Quisiera/quisiese                              |
| Activo | yo tú él, ella, eso nosotros ustedes ellos, ellas | volō vīs vult volumus vultis volunt             | volam volēs volet volēmus volētis volent | volēbam volēbās volēbat volēbāmus volēbātis volēbant | velim velīs velit velīmus velītis velint | vellem vellēs vellet vellēmus vellētis vellent |
| Activo |                                                   | No quiero                                       | No querré                                | No quería                                            | No quiera                                | No quisiera/quisiese                           |
| Activo | yo tú él, ella, eso nosotros ustedes ellos, ellas | nōlō nōn vīs nōn vult nōlumus nōn vultis nōlunt | nōlam nōlēs nōlet nōlēmus nōlētis nōlent | nōlēbam nōlēbās nōlēbat nōlēbāmus nōlēbātis nōlēbant | nōlim nōlīs nōlit nōlīmus nōlītis nōlint | nōllem nōllēs nōllet nōllēmus nōllētis nōllent |
| Activo |                                                   | Prefiero                                        | Preferiré                                | Prefería                                             | Prefiera                                 | Prefiriera/prefiriese                          |
| Activo | yo tú él, ella, eso nosotros ustedes ellos, ellas | mālō māvīs māvult mālumus māvultis mālunt       | mālam mālēs mālet mālēmus mālētis mālent | mālēbam mālēbās mālēbat mālēbāmus mālēbātis mālēbant | mālim mālīs mālit mālīmus mālītis mālint | māllem māllēs māllet māllēmus māllētis māllent |

Las grafías volt y voltis se utilizaron hasta la época de Cicerón para vult y vultis.
Estos verbos no se usan en voz pasiva.
Otras formas:
- Infinitivo: velle "querer", nōlle "no querer", mālle "preferir"
- Participio presente: volēns "querer", nōlēns "no querer"
- Imperativo: nōlī, pl. nōlīte (usado en expresiones como nōlī mīrārī "¡No te sorprendas!")

Partes principales:
- volō, velle, voluī "querer"
- nōlō, nōlle, nōluī "no querer, no poder"
- mālō, mālle, māluī "preferir"

Los tiempos perfectos se forman regularmente.

### Eōy sus compuestos
El verbo eō "ir"  es un verbo irregular de 4ta conjugación, en el que la i de la raíz a veces se convierte en e. Al igual que los verbos de 1ra y 2da conjugación, utiliza el futuro -bō, -bis, -bit:
|        |                                                   | Indicativo              | Indicativo                        | Indicativo                         | Subjuntivo                   | Subjuntivo                         |
| ------ | ------------------------------------------------- | ----------------------- | --------------------------------- | ---------------------------------- | ---------------------------- | ---------------------------------- |
|        |                                                   | Presente                | Futuro                            | Imperfecto                         | Presente                     | Imperfecto                         |
| Activo |                                                   | Voy                     | Iré                               | Iba                                | Vaya                         | Fuera/fuese                        |
| Activo | yo tú él, ella, eso nosotros ustedes ellos, ellas | eō īs it īmus ītis eunt | ībō ībis ībit ībimus ībitis ībunt | ībam ībās ībat ībāmus ībātis ībant | eam eās eat eāmus eātis eant | īrem īrēs īret īrēmus īrētis īrent |

Otras formas:
- Infinitivo: īre "ir"
- Infinitivo pasivo: īrī "ir" (usado impersonalmente, por ejemplo, quō īrī dēbēret ignōrantēs "no saber por dónde ir")
- Imperativo: ī! (pl. īte!) "¡vete!"
- Imperativo futuro: ītō! (pl. ītōte!) "¡vete! (en tiempo futuro)" (no es usual)
- Participio presente: iēns (pl. euntēs) "ir"
- Participio futuro: itūrus (pl. itūrī) "que va a ir"
- Gerundivo: eundum "necesario para ir" (solo usado impersonalmente)
- Gerundio: eundī "yendo", eundō "por/para ir", ad eundum "para ir"

A veces se encuentran las formas pasivas impersonales ītur "[ellos] van", itum est "[ellos] fueron".
Las partes principales de algunos verbos que se conjugan como eō son las siguientes:
- eō, īre, iī/(īvī), itum "ir"
- abeō, abīre, abiī, abitum "ir lejos"
- adeō, adīre, adiī, aditum "ir hasta"
- coeō, coīre, coiī, coitum "reunirse, congregarse"
- exeō, exīre, exiī/(exīvī), exitum "salir"
- ineō, inīre, iniī, initum "entrar"
- intereō, interīre, interiī, interitum "perecer"
- introeō, introīre, introiī, introitum "entrar"
- pereō, perīre, periī, peritum "morir, perecer"
- praetereō, praeterīre, praeteriī, praeteritum "pasar de largo"
- redeō, redīre, rediī, reditum "volver, regresar"
- subeō, subīre, subiī, subitum "pasar por debajo, acercarse sigilosamente, pasar por debajo"
- vēneō, vēnīre, vēniī, vēnitum "vender algo"

En los tiempos perfectos de estos verbos, la -v- casi siempre se omite, especialmente en los compuestos, aunque la forma exīvit es común en la traducción de la Biblia Vulgata.
En algunas formas perfectas, las vocales ii- se contraen a ī-: perfecto de segunda persona del singular īstī, perfecto de segunda persona del plural īstis; pluscuamperfecto subjuntivo īssem, īssēs, ..., īssent; infinitivo perfecto īsse (la forma iisse también ha sido registrada).
El verbo queō, quīre, quiī/quīvī, quitum "poder, ser capaz" tiene formas similares a eō.

### Ferōy sus compuestos
El verbo ferō, ferre, tulī, lātum "traer, llevar, soportar" es de 3ra conjugación, pero irregular en el sentido de que a veces se omite la vocal que sigue a la raíz fer-. El tiempo perfecto tulī y la raíz supina lātum también están formados irregularmente.
|        |                                                   | Indicativo                                    | Indicativo                                         | Indicativo                                                     | Subjuntivo                                         | Subjuntivo                                               |
| ------ | ------------------------------------------------- | --------------------------------------------- | -------------------------------------------------- | -------------------------------------------------------------- | -------------------------------------------------- | -------------------------------------------------------- |
|        |                                                   | Presente                                      | Futuro                                             | Imperfecto                                                     | Presente                                           | Imperfecto                                               |
| Activo |                                                   | Llevo                                         | Llevaré                                            | Llevaba                                                        | Lleve                                              | Llevara/llevase                                          |
| Activo | yo tú él, ella, eso nosotros ustedes ellos, ellas | ferō fers fert ferimus fertis ferunt          | feram ferēs feret ferēmus ferētis ferent           | ferēbam ferēbās ferēbat ferēbāmus ferēbātis ferēbant           | feram ferās ferat ferāmus ferātis ferant           | ferrem ferrēs ferret ferrēmus ferrētis ferrent           |
| Pasivo |                                                   | Soy llevado                                   | Seré llevado                                       | Era llevado                                                    | Sea llevado                                        | Fuera/fuese llevado                                      |
| Pasivo | yo tú él, ella, eso nosotros ustedes ellos, ellas | feror ferris fertur ferimur feriminī feruntur | ferar ferēris/re ferētur ferēmur ferēminī ferentur | ferēbar ferēbāris/re ferēbātur ferēbāmur ferēbāminī ferēbantur | ferar ferāris/re ferātur ferāmur ferāminī ferantur | ferrer ferrēris/re ferrētur ferrēmur ferrēminī ferrentur |

El tiempo futuro en la 3ra y 4ta conjugación (-am, -ēs, -et etc.) difiere de la 1ra y 2da conjugación  (-bō, -bis, -bit etc.).
Otras formas:
- Infinitivo: ferre "llevar"
- Infinitivo pasivo: ferrī "ser llevado"
- Imperativo: fer! (pl. ferte!) "¡lleva!"
- Imperativo pasivo: ferre! (pl. feriminī!) "¡sé llevado!" (raro)
- Participio presente: ferēns (pl. ferentēs) "que lleva"
- Participio futuro: lātūrus (pl. lātūrī) "que va a llevar"
- Gerundivo: ferendus (pl. ferendī) "necesitando ser llevado"
- Gerundio: ferendī "llevando", ferendō "por/para llevar", ad ferendum "para llevar"

Los compuestos de ferō incluyen los siguientes: Las partes principales de algunos verbos que se conjugan como ferō son las siguientes:
- afferō, afferre, attulī, allātum "atraer"
- auferō, auferre, abstulī, ablātum "arrebatar, llevarse"
- cōnferō, cōnferre, contulī, collātum "juntar, amontonar, contribuir con"
- differō, differre, distulī, dīlātum "aplazar, diferir"
- efferō, efferre, extulī, ēlātum "llevar, cargar afuera, alabar, engreír"
- offerō, offerre, obtulī, oblātum "ofrecer, presentar"
- referō, referre, rettulī, relātum "referir, relatar, replicar"

El tiempo perfecto sustulī, sin embargo, pertenece al verbo tollō:
- tollō, tollere, sustulī, sublātum "tomar, levantar"

### Fīō
El verbo irregular fīō, fierī, factus sum "hacerse, ser hecho" además de ser un verbo por derecho propio sirve como pasiva de faciō, facere, fēcī, factum "hacer". Los tiempos perfectos son idénticos a los tiempos perfectos pasivos de faciō.
|        |                                                   | Indicativo                        | Indicativo                         | Indicativo                                     | Subjuntivo                         | Subjuntivo                                     |
| ------ | ------------------------------------------------- | --------------------------------- | ---------------------------------- | ---------------------------------------------- | ---------------------------------- | ---------------------------------------------- |
|        |                                                   | Presente                          | Futuro                             | Imperfecto                                     | Presente                           | Imperfecto                                     |
| Activo |                                                   | Hago                              | Haré                               | Hacía                                          | Haga                               | Hiciera/hiciese                                |
| Activo | yo tú él, ella, eso nosotros ustedes ellos, ellas | fīō fīs fit (fīmus) (fītis) fīunt | fīam fīēs fīet fīēmus fīētis fīent | fīēbam fīēbās fīēbat fīēbāmus fīēbātis fīēbant | fīam fīās fīat fīāmus fīātis fīant | fierem fierēs fieret fierēmus fierētis fierent |

Las formas 1ra y 2da del plural casi nunca se encuentran.
Otras formas:
- Infinitivo: fierī "hacer"
- Imperativo: fī! (pl. fīte!) "¡haz!"

### Edō
El verbo edō, edere/ēsse, ēdī, ēsum "comer" tiene formas regulares de 3ra conjugación que aparecen junto a otras irregulares:
|        |                                                   | Indicativo                                        | Indicativo                         | Indicativo                                     | Subjuntivo                                                                  | Subjuntivo                                                                                    |
| ------ | ------------------------------------------------- | ------------------------------------------------- | ---------------------------------- | ---------------------------------------------- | --------------------------------------------------------------------------- | --------------------------------------------------------------------------------------------- |
|        |                                                   | Presente                                          | Futuro                             | Imperfecto                                     | Presente                                                                    | Imperfecto                                                                                    |
| Activo |                                                   | Como                                              | Comeré                             | Comía                                          | Coma                                                                        | Comiera/comiese                                                                               |
| Activo | yo tú él, ella, eso nosotros ustedes ellos, ellas | edō edis, ēs edit, ēst edimus editis, ēstis edunt | edam edēs edet edēmus edētis edent | edēbam edēbās edēbat edēbāmus edēbātis edēbant | edam, edim edās, edīs edat, edit edāmus, edīmus edātis, edītis edant, edint | ederem, ēssem ederēs, ēssēs ederet, ēsset ederēmus, ēssēmus ederētis, ēssētis ederent, ēssent |

Otras formas:
- Infinitivo: edere/ēsse "comer"
- Infinitivo pasivo: edī "ser comido"
- Imperativo: ede!/ēs! (pl. edite!/ēste) "¡come"
- Participio presente: edēns (pl. edentēs) "que come"
- Participio futuro: ēsūrus (pl. ēsūrī) "que va a comer"
- Gerundivo: edendus (pl. edendī) "necesitando ser comido"
- Gerundio: edendī "comiendo", edendō "por/para comer", ad edendum "para comer"

También se encuentra la forma pasiva ēstur "es comido".
El presente de subjuntivo edim, edīs, edit etc. se encuentra sobre todo en el latín temprano.
En la escritura, existe la posibilidad de confusión entre las formas de este verbo y las de sum "[yo] soy" y ēdō "[yo] como"; por ejemplo, ēsse "comer" frente a esse "ser"; edit "[él] come" vs. ēdit "[él] ofrece".
El verbo compuesto comedō, comedere/comēsse, comēdī, comēsum "comer, consumir" es similar.

## Formas no finitas
Las formas no finitas de los verbos son los participios, infinitivos, supinos, gerundios y gerundivos. Los verbos utilizados son:
1ra conjugación: laudō, laudāre, laudāvī, laudātum – alabar
2da conjugación: terreō, terrēre, terruī, territum – espantar
3ra conjugación: petō, petere, petīvī, petītum – pedir, acometer, buscar
3ra conjugación(raíz -i): capiō, capere, cēpī, captum – coger, tomar
4ta conjugación: audiō, audīre, audīvī, audītum – escuchar, oír [a]

### Participios
Hay cuatro participios: presente activo, perfecto pasivo, futuro activo y futuro pasivo (= el gerundio).
- El participio presente activo  se declina como adjetivo de adjetivo de 3ra declinación. El ablativo singular es -e, pero el plural sigue la declinación de la raíz i con genitivo -ium y plural neutro -ia.
- El participio perfecto pasivo se declina como un adjetivo de 1ra y 2da declinación.
  - En todas las conjugaciones, el participio perfecto se forma quitando el –um del supino y añadiendo un –us (nominativo masculino singular).
- El participio futuro activo se declina como un adjetivo de 1ra y 2da declinación.
  - En todas las conjugaciones se quita el -um del supino y se añade -ūrus (masculino nominativo singular).
- El participio futuro pasivo,  más comúnmente llamado gerundivo, se forma tomando la raíz del presente, añadiendo "-nd-", y las terminaciones habituales de la primera y segunda declinación. Así, laudare forma laudandus. El significado habitual es «necesitando ser alabado», y expresa un sentido de obligación.

| Presente activo | laudāns, -antis     | terrēns, -entis     | petēns, -entis     | capiēns, -entis    | audiēns, -entis    |
| Perfecto pasivo | laudātus, -a, -um   | territus, -a, -um   | petītus, -a, -um   | captus, -a, -um    | audītus, -a, -um   |
| Futuro activo   | laudātūrus, -a, -um | territūrus, -a, -um | petītūrus, -a, -um | captūrus, -a, -um  | audītūrus, -a, -um |
| Gerundivo       | laudandus, -a, -um  | terrendus, -a, -um  | petendus, -a, -um  | capiendus, -a, -um | audiēndus, -a, -um |

### Infinitivo
Hay siete infinitivos principales. Están en presente activo, presente pasivo, perfecto activo, perfecto pasivo, futuro activo, futuro pasivo y activo potencial. Se pueden hacer más infinitivos utilizando el gerundivo.
- El infinitivo presente activo es la segunda parte principal (en los verbos regulares). Desempeña un papel importante en la construcción sintáctica del acusativo y del infinitivo, por ejemplo.
  - laudāre significa «alabar».
- El infinitivo presente pasivo se forma añadiendo una –rī a la raíz del presente. Esto sólo es así para la primera, segunda y cuarta conjugaciones. En la tercera conjugación, la vocal temática, e, se quita de la raíz del presente y se añade –ī.
  - laudārī se traduce como «ser alabado».
- El infinitivo perfecto activo se forma añadiendo –isse a la raíz del perfecto.
  - laudāvisse/laudāsse se traduce como «haber alabado».
- El infinitivo perfecto pasivo utiliza el participio perfecto pasivo junto con el verbo auxiliar esse. El infinitivo perfecto pasivo debe concordar con lo que describe en número, género y caso (nominativo o acusativo).
  - laudātus esse significa «haber sido alabado».
- El infinitivo futuro activo usa el participio futuro activo con el verbo auxiliar esse.
  - laudātūrus esse significa «estar yendo a alabar». El futuro infinitivo activo debe concordar con lo que está describiendo en número, género y caso (nominativo o acusativo).
  - Esse tiene dos infinitivos de futuro: futurus esse y fore
- El infinitivo futuro pasivo utiliza el supino con el verbo auxiliar īrī. Como la primera parte es un supino, la terminación -um no cambia de género ni de número.
  - laudātum īrī  se traduce como «ir a ser alabado». Se utiliza normalmente en el estilo indirecto. Por ejemplo: Spērat sē absolūtum īrī.[28] «Espera que lo absuelvan».
- El potential infinitive utiliza el futuro participio activo con el verbo auxiliar fuisse.
  - laudātūrus fuisse se usa sólo en enunciados indirectos para representar un imperfecto o pluscuamperfecto de subjuntivo potencial del discurso directo. Se traduce con «habría». Por ejemplo: nōn vidētur mentītūrus fuisse, nisī dēspērāsset (Quintiliano)[29] «parece poco probable que hubiera dicho una mentira, sino hubiera estado desespera».

|                 | laudāre           | terrēre           | petere           | capere          | audīre           |
| --------------- | ----------------- | ----------------- | ---------------- | --------------- | ---------------- |
| Presente activo | laudāre           | terrēre           | petere           | capere          | audīre           |
| Presente pasivo | laudārī           | terrērī           | petī             | capī            | audīrī           |
| Perfecto activo | laudāvisse        | terruisse         | petīvisse        | cēpisse         | audīvisse        |
| Perfecto pasivo | laudātus esse     | territus esse     | petītus esse     | captus esse     | audītus esse     |
| Futuro activo   | laudātūrus esse   | territūrus esse   | petītūrus esse   | captūrus esse   | audītūrus esse   |
| Futuro pasivo   | laudātum īrī      | territum īrī      | petītum īrī      | captum īrī      | audītum īrī      |
| Potencial       | laudātūrus fuisse | territūrus fuisse | petītūrus fuisse | captūrus fuisse | audītūrus fuisse |

El futuro infinitivo pasivo no era muy frecuente. Los propios romanos utilizaban a menudo una expresión alternativa, fore ut seguido de una cláusula de subjuntivo.

### Supino
El supino es la cuarta parte principal del verbo, según los diccionarios latinos. Se asemeja a un sustantivo masculino de la cuarta declinación. Los supinos sólo aparecen en los casos acusativo y ablativo.
- La forma acusativa termina en –um, y se usa con un verbo de movimiento para mostrar propósito. Así, sólo se usa con verbos como īre "ir", venīre "venir", etc. La forma acusativa de un supino también puede tomar un objeto si es necesario.
  - Pater līberōs suōs laudātum vēnit. – El padre vine a alabar a sus hijos.
- El ablativo, que termina en –ū, se usa con el ablativo de especificación.
  - Arma haec facillima laudātū erant. – Estas armas eran las más fáciles de alabar.

|           | Supino   | Supino   | Supino  | Supino | Supino  |
| laudāre   | terrēre  | petere   | capere  | audīre |         |
| --------- | -------- | -------- | ------- | ------ | ------- |
| Acusativo | laudātum | territum | petītum | captum | audītum |
| Ablativo  | laudātū  | territū  | petītū  | captū  | audītū  |

### Gerundio
El gerundio se forma de forma similar al participio presente activo. Sin embargo, la -ns se convierte en -ndus, y la ā o ē precedente se acorta.  Los gerundios son sustantivos neutros de la segunda declinación, pero el caso nominativo no está presente. El gerundio es un sustantivo que significa «el acto de hacer (el verbo)» y forma un paradigma supletivo del infinitivo, que no puede declinarse. Por ejemplo, la forma genitiva laudandī puede significar «de alabar», la forma dativa laudandō puede significar «para alabar», la forma acusativa laudandum puede significar «alabando», y la forma ablativa laudandō puede significar «alabando», «con respecto a alabar», etc.
|           | Gerundio  | Gerundio  | Gerundio | Gerundio  | Gerundio  | Gerundio |
| laudāre   | terrēre   | petere    | capere   | audīre    |           |          |
| --------- | --------- | --------- | -------- | --------- | --------- | -------- |
| Acusativo | laudandum | terrendum | petendum | capiendum | audiendum |          |
| Genitivo  | laudandī  | terrendī  | petendī  | capiendī  | audiendī  |          |
| Dativo    | laudandō  | terrendō  | petendō  | capiendō  | audiendō  |          |
| Ablativo  | laudandō  | terrendō  | petendō  | capiendō  | audiendō  |          |

Un uso común del gerundio es con la preposición ad para indicar propósito. Por ejemplo, paratus ad oppugnandum podría traducirse como «listo para atacar». Sin embargo, el gerundio se evitaba cuando se introducía un objeto, y se prefería una construcción pasiva con el gerundivo. Por ejemplo, para «listo para atacar al enemigo» se prefiere la construcción paratus ad hostes oppugnandos en lugar de paratus ad hostes oppugnandum.

### Gerundivo
El gerundivo tiene una forma similar a la del gerundio, pero es un adjetivo de primera y segunda declinación, y funciona como futuro participio pasivo. A menudo, el gerundio se usa con parte del verbo esse para mostrar obligación.
- Puer laudandus est «El niño necesita ser alabado»."
- Oratio laudanda est significa «El discurso necesita ser alabado». En tales construcciones puede usarse un sustantivo en dativo para identificar al agente de la obligación (dativus auctoris) como en Oratio nobis laudanda est, que significa «El discurso debe ser alabado por nosotros» o «Debemos alabar el discurso».

| Gerundivo          | Gerundivo          | Gerundivo         | Gerundivo          | Gerundivo          |
| laudāre            | terrēre            | petere            | capere             | audīre             |
| ------------------ | ------------------ | ----------------- | ------------------ | ------------------ |
| laudandus, -a, -um | terrendus, -a, -um | petendus, -a, -um | capiendus, -a, -um | audiendus, -a, -um |

Una forma más antigua del gerundio de 3ra y 4ta conjugación termina en -undum, por ejemplo,(faciundum por faciendum). Esta terminación también se encuentra con el gerundivo de eō 'voy': eundum est 'es necesario ir'.

## Conjugaciones perifrásicas
Existen dos conjugaciones perifrásticas. Una es activa y la otra pasiva.

### Activa
La primera conjugación perifrástica utiliza el participio de futuro. Se combina con las formas de esse. Se traduce por «voy a alabar», «iba a alabar», etc.
|                 | Conjugación        | Traducción                |
| --------------- | ------------------ | ------------------------- |
| Pres. ind.      | laudātūrus sum     | Voy a alabar.             |
| Imp. ind.       | laudātūrus eram    | Iba a alabar.             |
| Fut. ind.       | laudātūrus erō     | Iré a alabar.             |
| Perf. ind.      | laudātūrus fuī     | He ido a alabar.          |
| Plus. ind.      | laudātūrus fueram  | Había ido a alabar.       |
| Fut. perf. ind. | laudātūrus fuerō   | Habré ido a alabar.       |
| Pres. subj.     | laudātūrus sim     | Pueda ir a alabar.        |
| Imp. subj.      | laudātūrus essem   | Debo ir a alabar.         |
| Perf. subj.     | laudātūrus fuerim  | Pueda haber ido a alabar. |
| Plus. subj.     | laudātūrus fuissem | Debo haber ido a alabar.  |

### Pasiva
La segunda conjugación perifrástica utiliza el gerundivo. Se combina con las formas de esse y expresa necesidad. Se traduce como «estoy necesitando ser alabado», «estaba necesitando ser alabado», etc., o como «tengo que (es decir, debo) ser alabado», «tenía que ser alabado», etc.  También puede traducirse al español palabra por palabra, como «Tienes que ser (es decir, debes ser) alabado»."
|                 | Conjugación       | Traducción                             |
| --------------- | ----------------- | -------------------------------------- |
| Pres. ind.      | laudandus sum     | Estoy necesitando ser alabado.         |
| Imp. ind.       | laudandus eram    | Estaba necesitando ser alabado.        |
| Fut. ind.       | laudandus erō     | Necesitaré ser alabado.                |
| Perf. ind.      | laudandus fuī     | Estaba necesitando ser alabado.        |
| Plus. ind.      | laudandus fueram  | Había necesitado ser alabado.          |
| Fut. perf. ind. | laudandus fuerō   | Habré necesitado ser alabado.          |
| Pres. subj.     | laudandus sim     | Puede que necesite ser alabado.        |
| Imp. subj.      | laudandus essem   | Debo necesitar ser alabado.            |
| Perf. subj.     | laudandus fuerim  | Puede que haya necesitado ser alabado. |
| Plus. subj.     | laudandus fuissem | Debo haber necesitado ser alabado.     |
| Pres. inf.      | laudandus esse    | Estar necesitando ser alabado.         |
| Perf. inf.      | laudandus fuisse  | Haber necesitado ser alabado.          |

## Peculiaridades

### Verbos deponentes y semideponentes
Los verbos deponentes son verbos pasivos en su forma (es decir, conjugados como si estuvieran en voz pasiva) pero activos en su significado. Estos verbos tienen sólo tres partes principales, ya que el perfecto de las pasivas ordinarias se forma perifrásticamente con el participio perfecto, que se forma en la misma raíz que el supino. Algunos ejemplos procedentes de todas las conjugaciones son:
1ra conjugación: mīror, mīrārī, mīrātus sum – admirar
2da conjugación: polliceor, pollicērī, pollicitus sum – prometer
3ra conjugación: loquor, loquī, locūtus sum – hablar
4ta conjugación:  mentior, mentīrī, mentītus sum – mentir
Los verbos deponentes utilizan conjugaciones activas para tiempos que no existen en la pasiva: el gerundio, el supino, los participios de presente y futuro y el infinitivo de futuro. Ellos mismos no pueden usarse en pasiva (excepto el gerundivo), y sus análogos con forma «activa» no existen: no se puede traducir directamente «Se dice la palabra» con ninguna forma de loquī, y no existen formas como loquō, loquis, loquit, etc.
Los verbos semideponentes forman sus tiempos de aspecto imperfectivo a la manera de los verbos activos ordinarios; pero sus tiempos perfectos se construyen perifrásticamente como los deponentes y los pasivos ordinarios; así, los verbos semideponentes tienen un participio perfecto activo en lugar de un participio perfecto pasivo. Por ejemplo:
audeō, audēre, ausus sum – atreverse
A diferencia de la pasiva propia de los verbos activos, que siempre es intransitiva, algunos verbos deponentes son transitivos, lo que significa que pueden tomar un objeto. Por ejemplo:
hostes sequitur. – sigue al enemigo
Nota: En las lenguas romances que carecen de formas verbales deponentes o pasivas, los verbos deponentes del latín clásico desaparecieron (siendo sustituidos por verbos no deponentes de significado similar) o cambiaron a una forma no deponente. Por ejemplo, en español e italiano, mīrārī cambió a mirar(e) al cambiar todas las formas verbales a la anteriormente inexistente «forma activa», y audeō cambió a osar(e) al tomar el participio ausus y hacer de él un verbo -ar(e) (nótese que au pasó a o).

### Verbos defectivos
Los verbos defectivos son verbos que se conjugan sólo en algunos casos.
- Algunos verbos se conjugan sólo en los tiempos del aspecto perfectivo, pero tienen el significado de los tiempos del aspecto imperfectivo. Así, el perfecto se convierte en presente, el pluscuamperfecto en imperfecto y el futuro perfecto en futuro. Por lo tanto, el verbo defectivo ōdī significa: «odio». Las partes principales de estos verbos defectivos se dan en el vocabulario con el perfecto de indicativo en primera persona y el infinitivo perfecto activo. Algunos ejemplos son:

ōdī, ōdisse (futuro participio ōsūrus) – odiar
meminī, meminisse (imperativo mementō, mementōte) – recordar
coepī, coeptum, coepisse – comenzar
- Algunos verbos, cuyo significado suele estar relacionado con el habla, sólo aparecen en determinadas ocasiones.

Cedo (plur. cette), que significa «ceder» solo posee imperativo, y solo es usado en segunda persona.
Los siguientes se conjugan irregularmente:

#### Aio
|                     | Conjugación de aiō  | Conjugación de aiō    | Conjugación de aiō    | Conjugación de aiō  | Conjugación de aiō  | Conjugación de aiō  | Conjugación de aiō  | Conjugación de aiō |
| Indicativo presente | Indicativo presente | Indicativo imperfecto | Indicativo imperfecto | Subjuntivo presente | Subjuntivo presente | Imperativo presente | Imperativo presente |                    |
| Singular            | Plural              | Singular              | Plural                | Singular            | Plural              | Singular            |                     |                    |
| ------------------- | ------------------- | --------------------- | --------------------- | ------------------- | ------------------- | ------------------- | ------------------- | ------------------ |
| Primera persona     | aiō                 | —                     | aiēbam                | aiēbāmus            | —                   | —                   | —                   |                    |
| Segunda persona     | ais                 | —                     | aiēbās                | aiēbātis            | aiās                | —                   | ai                  |                    |
| Tercera persona     | ait                 | aiunt                 | aiēbat                | aiēbant             | aiat                | aiant               | —                   |                    |

Presente activo participio: – aiēns, aientis

#### Inquam
| Primera persona | inquam | inquimus | —       | inquiī   | —         | — |
| Segunda persona | inquis | inquitis | inquiēs | inquistī | —         | — |
| Tercera persona | inquit | inquiunt | inquiet | inquit   | inquiēbat |   |

#### For
| Primera persona | for   | —      | fābor   | fātus sum | fātus eram | —    | —      |
| Segunda persona | —     | —      | —       | —         | —          | fāre | fāminī |
| Tercera persona | fātur | fantur | fābitur | —         | —          | —    | —      |

Participio presente activo – fāns, fantis
Infinitivo presente activo – fārī (variante: fārier)
Supino – (acc.) fātum, (abl.) fātū
Gerundio – (gen.) fandī, (dat. y abl.) fandō, no acusativo
Gerundivo – fandus, –a, –um
Las lenguas romances perdieron muchos de estos verbos, pero otros (como ōdī) sobrevivieron pero se convirtieron en verbos regulares totalmente conjugados (en italiano, odiare).

### Verbos impersonales
Los verbos impersonales son aquellos que carecen de persona. En latín se utiliza la tercera persona del singular. Estos verbos carecen de cuarta parte principal. Algunos ejemplos son:
pluit, pluere, plūvit/pluit – llover (está lloviendo)
ningit, ningere, ninxit – nevar (está nevando)
oportet, oportēre, oportuit – ser oportuno (es oportuno, uno debería ser oportuno)
licet, licēre, licuit – permitir (se permite)

### Participio futuro activo irregular
El futuro participio activo se forma normalmente eliminando el –um del supino y añadiendo un –ūrus. Sin embargo, se producen algunas desviaciones.
| Infinitivo presente activo | Supino           | Participio futuro activo | Significado     |
| -------------------------- | ---------------- | ------------------------ | --------------- |
| iuvāre                     | iūtum            | iuvātūrus                | va a ayudar     |
| lavāre/lavere              | lavātum (lautus) | lavātūrus                | va a lavar      |
| parere                     | partum           | paritūrus                | va a producir   |
| ruere                      | rutum            | ruitūrus                 | va a caer       |
| secāre                     | sectum           | secātūrus                | va a cortar     |
| fruī                       | frūctum/fruitum  | fruitūrus                | va a disfrutar  |
| nāscī                      | nātum            | nātūrus/nascitūrus       | va a nacer      |
| morī                       | mortuum          | moritūrus                | va a nacer      |
| orīrī                      | ortum            | oritūrus                 | va a levantarse |

### Formas verbales alternativas
Varias formas verbales pueden aparecer en formas alternativas (en algunos autores estas formas son bastante comunes, si no más comunes que las canónicas):
- La terminación –ris en la voz pasiva puede ser –re como en:

laudābāris → laudābāre
- La terminación –ērunt en el perfecto puede ser –ēre (principalmente en poesía) como en:

laudāvērunt → laudāvēre
- La terminación –ī en el infinitivo pasivo puede ser –ier como en:

laudārī → laudārier, dicī → dicier

### Formas verbales sincopadas
Como en la mayoría de las lenguas romances, las formas sincopadas y las contracciones están presentes en latín. Pueden darse en los siguientes casos:
- Las raíces perfectas que terminan en –v pueden contraerse al inflexionarse.

laudāvisse → laudāsse
laudāvistī → laudāstī
laudāverant → laudārant
laudāvisset → laudāsset
- Los compuestos de nōscere (aprender) y movēre (mover) también pueden contraerse.

nōvistī → nōstī
nōvistis → nōstis
commōveram → commōram
commōverās → commōrās